# Stade Bollaert-Delelis
Stade Bollaert-Delelis je nogometni stadion u francuskom gradu Lensu te je dom istoimenom nogometnom klubu RC Lens koji nastupa u Ligue 2. Kapacitet stadiona iznosi 41.229 mjesta što je za 4.000 mjesta više od ukupne gradske populacije. Slična situacija je primjerice kod nizozemskog Heerenveena čiji Stadion Abe Lenstra također ima veći kapacitet od populacije grada.
Stadion je izvorno nosio ime Félixa Bollaerta (Stade Félix-Bollaert), bivšeg direktora kluba koji je ujedno zaslužan za razvoj sporta u gradu. Ime stadiona je 2012. godine promijenjeno (prošireno) u Stade Bollaert-Delelis. Time je učinjena čast Andréu Delelisu koji je od 1966. do 1998. bio gradonačelnik grada te od 1981. do 1984. ministar trgovine u Vladi francuskog predsjednika Françoisa Mitterranda.
Također, na stadionu su se odigrale neke od utakmica europskog (1984.) i svjetskog (1998.) nogometnog prvenstva kao i susreti Svjetskog kupa u ragbiju (1999. i 2007.) kojima je Francuska bila domaćin. Isto tako, Stade Bollaert-Delelis je odabran za održavanje utakmica Europskog nogometnog prvenstva 2016. te je trenutno u fazi renoviranja. Ondje je i Francuska odigrala osam utakmica u kojima dosad nije poražena te je Lilleu poslužio kao domaći stadion za susrete Lige prvaka.
Stade Félix-Bollaert ima veliku važnost i za hrvatsku javnost jer je Hrvatska ondje protiv Jamajke odigrala svoju prvu nogometnu utakmicu na Svjetskom prvenstvu te ostvarila je prvu pobjedu.
Osim nogometnih utakmica, Johnny Hallyday je na Stade Bollaert-Delelis održao koncert dok su 2006. godine ondje Jehovini svjedoci imali okupljanje što je u konačnici izazvalo kontroverze.

## Povijest
Stadion engleskog stila dizajnirao je Gustave Spriet a gradio se od 1931. do 1933. Svečano je otvoren 18. lipnja 1933.
Na njemu se nalaze četiri tribine koje su nazvane po nekoj od klupskih ličnosti:
- Tribina Henri Trannin: pokojni sportski direktor kluba od 1952. do 1956. po kome je tribina nazvana 4. prosinca 1976. Kapacitet tribine iznosi 12.178 mjesta.
- Tribina Marek-Xercès: Anton Marek bio je austrijski igrač i trener kluba a Xercès Louis igrač i francuski reprezentativac tijekom 1950-ih. Kapacitet tribine iznosi 8.494 mjesta.
- Tribina Élie Delacourt: bivši vođa navijača RC Lensa. Kapacitet tribine iznosi 12.577 mjesta.
- Tribina Max Lepagnot: bivši predsjednik okruga Artois. Kapacitet tribine iznosi 7.980 mjesta.

Rekord posjećenosti stadiona ostvaren je 15. veljače 1992. kada je na utakmici domaćeg Lensa i Olympique Marseillesa prisustvovalo 48.912 gledatelja.

## Odigrane utakmice na stadionu

### Utakmice EP-a 1984.
| 13. lipnja 1984. 20:30   |     |             |                                                                                 |
| Belgija                  | 2:0 | Jugoslavija | Stade Félix-Bollaert, Lens Gledatelja: 41.525 Sudac: Erik Fredriksson (Švedska) |
| Vandenbergh 28' Grün 45' |     |             | Stade Félix-Bollaert, Lens Gledatelja: 41.525 Sudac: Erik Fredriksson (Švedska) |

| 17. lipnja 1984. 17:15 |     |           |                                                                              |
| Zapadna Njemačka       | 2:1 | Rumunjska | Stade Félix-Bollaert, Lens Gledatelja: 31.787 Sudac: Jan Keizer (Nizozemska) |
| Völler 25', 66'        |     | Coraș 46' | Stade Félix-Bollaert, Lens Gledatelja: 31.787 Sudac: Jan Keizer (Nizozemska) |

### Utakmice SP-a 1998.
| 12. lipnja 1998. 17:30 |     |            |                                                                                   |
| Saudijska Arabija      | 0:1 | Danska     | Stade Félix-Bollaert, Lens Gledatelja: 38.140 Sudac: Javier Castrilli (Argentina) |
|                        |     | Rieper 69' | Stade Félix-Bollaert, Lens Gledatelja: 38.140 Sudac: Javier Castrilli (Argentina) |

| 14. lipnja 1998. 21:00 |     |                                     |                                                                                    |
| Jamajka                | 1:3 | Hrvatska                            | Stade Félix-Bollaert, Lens Gledatelja: 38.058 Sudac: Vítor Melo Pereira (Portugal) |
| Earle 45'              |     | Stanić 27' Prosinečki 53' Šuker 69' | Stade Félix-Bollaert, Lens Gledatelja: 38.058 Sudac: Vítor Melo Pereira (Portugal) |

| 21. lipnja 1998. 14:30           |     |                             |                                                                                  |
| Njemačka                         | 2:2 | SRJ                         | Stade Félix-Bollaert, Lens Gledatelja: 38.100 Sudac: Kim Milton Nielsen (Danska) |
| Mihajlović 73' a.g. Bierhoff 80' |     | Mijatović 13' Stojković 54' | Stade Félix-Bollaert, Lens Gledatelja: 38.100 Sudac: Kim Milton Nielsen (Danska) |

| 24. lipnja 1998. 21:00                                      |     |                |                                                                                      |
| Španjolska                                                  | 6:1 | Bugarska       | Stade Félix-Bollaert, Lens Gledatelja: 38.100 Sudac: Mario van der Ende (Nizozemska) |
| Hierro 5' Luis Enrique 18' Morientes 53', 80' Kiko 80', 90' |     | Kostadinov 56' | Stade Félix-Bollaert, Lens Gledatelja: 38.100 Sudac: Mario van der Ende (Nizozemska) |

| 26. lipnja 1998. 21:00 |     |                          |                                                                                     |
| Kolumbija              | 0:2 | Engleska                 | Stade Félix-Bollaert, Lens Gledatelja: 38.100 Sudac: Arturo Brizio Carter (Meksiko) |
|                        |     | Anderton 20' Beckham 29' | Stade Félix-Bollaert, Lens Gledatelja: 38.100 Sudac: Arturo Brizio Carter (Meksiko) |

| 28. lipnja 1998. 21:00 |     |          |                                                                        |
| Francuska              | 1:0 | Paragvaj | Stade Félix-Bollaert, Lens Gledatelja: 38.100 Sudac: Ali Bujsaim (UAE) |
| Blanc 113'             |     |          | Stade Félix-Bollaert, Lens Gledatelja: 38.100 Sudac: Ali Bujsaim (UAE) |

### Utakmice Svj. kupa u ragbiju 1999./2007.
| Utakmica i rezultat   | Datum               |
| --------------------- | ------------------- |
| Irska 24:28 Argentina | 20. listopada 1999. |
| Engleska 28:10 SAD    | 8. rujna 2007.      |
| JAR 30:25 Tonga       | 22. rujna 2007.     |
| Gruzija 30:0 Namibija | 26. rujna 2007.     |

## Galerija slika
- Tribina Henri Trannin.
- Tribina Marek-Xercès.
- Tribina Élie Delacourt.
- Tribina Max Lepagnot.

## Vanjske poveznice
- Informacije o stadionu na službenim web stranicama kluba  Arhivirana inačica izvorne stranice od 9. veljače 2011. (Wayback Machine)